# La Palma, Cuitzeo
La Palma är en ort i Mexiko.   Den ligger i kommunen Cuitzeo och delstaten Michoacán de Ocampo, i den södra delen av landet, 220 km väster om huvudstaden Mexico City. La Palma ligger 1 847 meter över havet och antalet invånare är 177.
Terrängen runt La Palma är platt åt nordost, men åt sydväst är den kuperad. Runt La Palma är det ganska tätbefolkat, med 111 invånare per kvadratkilometer. Närmaste större samhälle är Cuitzeo del Porvenir, 5,2 km norr om La Palma. Trakten runt La Palma består till största delen av jordbruksmark.